# Parafia św. Wawrzyńca w Strzelcach Opolskich
Parafia Świętego Wawrzyńca w Strzelcach Opolskich – rzymskokatolicka parafia dekanatu Strzelce Opolskie. Parafia została założona w XIII wieku. Jej obecnym proboszczem jest ks. Rudolf Nieszwiec. Z parafii św. Wawrzyńca wyodrębniono następujące parafie: parafię Narodzenia NMP w Rożniątowie (30 sierpnia 1987), parafię Podwyższenia Krzyża Świętego w Strzelcach Opolskich (25 sierpnia 1991).

## Historia

### Pierwszy kościół
Wybudowanie kościoła katolickiego pod wezwaniem św. Wawrzyńca należy datować przed 1290, kiedy to odnotowany został pierwszy znany proboszcz – Mikołaj, będący również notariuszem księcia Bolesława I opolskiego. Kościół i proboszcz administracyjnie podlegali wówczas archiprezbiteriatowi w Opolu. Świątynia znajdowała się w obrębie murów miejskich. W I połowie XV w. odnotowano fundacje ołtarzy w tym kościele i pojawienie się funkcji ołtarzysty (opiekuna danego ołtarza). Ówcześnie na plebanii urzędowali: proboszcz i jeden wikary.
Pierwotny kościół był drewniany i niezbyt duży, w latach 1575–1629 należał do protestantów.
Istotnych wzmianek na temat kościoła doszukano się w protokole z 1687 r. Odnotowano w nim, iż świątynia ta uległa licznym zniszczeniom z okresu wojny trzydziestoletniej. W protokole wzmiankuje się również o fakcie, iż w roku 1592 została spalona plebania i aż do 1687 nie podjęto działań zmierzających do jej odbudowy.
Za czasów posługi proboszcza Ernesta Joachima von Strachwitz (został proboszczem w 1697) przeprowadzona została renowacja kościoła, m.in. zakupiono nowe organy oraz rozbudowano istniejąca plebanię. W listopadzie 1754 podczas pożaru centrum miasta, częściowo ucierpiał również kościół. Proboszcz Franciszek Jerzy von Strachwitz całkowicie go odrestaurował. W 1824 ówczesny ksiądz proboszcz (Jan von Larisch) odnowił częściowo dach w Kościele.
W okresie Kulturkampfu – w latach 1875–1886, kościół był w ręku władz państwowych.

### Obecny kościół
Na początku XX wieku rozpoczęto rozbudowę, a właściwie budowę nowej świątyni, na miejscu poprzedniego kościoła. Proboszcz Maksymilian Ganczarski, przy wsparciu architekta Jerzego Gűldenpfenniga, w latach 1904–1907, zbudował większy, murowany, neobarokowy kościół parafialny zaprojektowany jako trzynawowa bazylika. Konsekracji kościoła 3 czerwca 1907 dokonał kardynał J. Kopp.
Z dotychczasowego kościoła do nowej świątyni został przeniesiony jedynie ołtarz główny (z 1712), będący dziełem rzeźbiarza wrocławskiego Jana Königa, jak również ołtarze boczne i częściowo ambona. Stary kościół był budowlą bardzo skromną z trzema podłużnymi nawami, z kolei nowy kościół stał się o wiele bardziej rozbudowany. Zbudowany został na planie krzyża łacińskiego.
Nowy kościół św. Wawrzyńca jest wykonany z cegieł, od zewnątrz otynkowany. Długość kościoła wynosi 58 m, szerokość środkowej nawy – 12,8 m, wysokość – 14 m. Sklepienie jest beczkowe, łączy się w skrzyżowaniu w efektywną kopułę. Wieża sięga 62 m wysokości, ukoronowana jakby czepkiem barokowym. Po bokach prowadzą schody w kierunku organów. Obok chóru znajdują się 2-piętrowe przybudówki.

## Obecne wyposażenie kościoła parafialnego
Najcenniejsze przedmioty przejęto ze starego kościoła.
- Ołtarz główny powstał w 1712 r., w stylu barokowym. W ołtarzu znajdują się rzeźby świętych: Jerzego, Floriana, Michała Archanioła i 2 nieznanych niewiast. W centrum mieści się obraz Matki Boskiej Śnieżnej z Dzieciątkiem w ozdobnej ramie. W węższym górnym piętrze głównego ołtarza usytuowany jest nowszy obraz patrona kościoła, św. Wawrzyńca.
- Lewy ołtarz boczny w stylu barokowym. Posiada rzeźby św. Wawrzyńca i nieznanego świętego, a u szczytu – Chrystusa Salwatora. W tym ołtarzu mieści się także obraz św. Michała Archanioła (XVIII w.).
- Prawy ołtarz boczny w stylu barokowym z 4 kolumnami ma rzeźby 2 aniołów, a u szczytu Chrystusa błogosławiącego. W prawym ołtarzu mieści się także obraz św. Antoniego z Dzieciątkiem (XVII w.), malowany na desce.
- Ambona zbudowana w stylu późnobarokowym pochodzi z I połowy XVIII w. Umiejscowiona jest w lewej części kościoła, obok lewego bocznego ołtarza. W 1907, z chwilą oddania do użytku nowo wybudowanego kościoła, ambona została odnowiona i częściowo przebudowana. Jej baldachim jest w kształcie latarni, z rzeźbą Matki Bożej Wniebowziętej w asyście czterech ewangelistów.
- Organy wykonane przez firmę Schlag i synowie.
- Stacyjki krzyżowe wyrzeźbione przez Pawła Thamm z Lądka.
- Dzwony wykonane przez firmę Geitner z Wrocławia – 3 grudnia 1922 wciągnięte na wieżę kościoła. Poświęcone 6 i 7 grudnia, nadano im imiona: Jan, Maria i Barbara.
- Obraz Matki Bożej Częstochowskiej zakupiony przez proboszcza ks. Faustyna Zbaniuszka w październiku 1946 r. w czasie pielgrzymki parafian do Częstochowy, umieszczony jako wotum na bocznym ołtarzu, obok ambony.

W marcu 1926, kiedy proboszczem w parafii został ks. Karol Lange, w strzeleckiej świątyni powstały nowe ołtarze boczne: ołtarz Serca Jezusowego i ołtarz różańcowy. Górne piętra ozdabiają obrazy św. Karola Boromeusza i  św. Józefa.
Nad portalem głównym znajduje się relikwia dobrego pasterza, wykonana ze stiuku; po bokach znajdują się figury Apostołów. Spoglądając do góry można zobaczyć 7 wielkich obrazów sufitowych, których motywy wybrał ówczesny proboszcz – Maksymilian Ganczarski. Przedstawiają: Zwiastowanie, Narodziny Chrystusa, nauczanie Jezusa w świątyni, uzdrawianie chorych, Chrystus jako przyjaciel dzieci, Ostatnia Wieczerza oraz Wniebowstąpienie Chrystusa. Artysta malarz Klink z Babic koło Głubczyc, wykonał powyższe obrazy w duchu barokowym. Na witrażach w oknach chóru są widoczne postaci: św. Jana Nepomucena, św. Jerzego. W oknach nawy krzyżowej znajduje się obraz Niepokalanej i św. Klary.
Powyższe wyposażenie kościoła swoim stylem artystycznym harmonizuje z pozostałym wystrojem świątyni. Wspomnieniem o byłej kaplicy św. Barbary ze starego kościoła – obecnej kaplicy św. Jadwigi – jest ołtarz św. Jadwigi.

## Grupy parafialne
- Dzieci Maryi
- Schola
- Katolicka Odnowa w Duchu świętym
- Ministranci
- Nadzwyczajni Szafarze Komunii świętej
- Domowy Kościół
- Ruch Szensztacki
- Żywy Różaniec
- III Zakon św. Franciszka
- Koło Przyjaciół Radia Maryja
- Caritas parafialny
- Grupa modlitewna błogosławionego Edmunda Bojanowskiego
- Ruch Światło-Życie

## Świątynie i kaplice na terenie parafii
Oprócz parafialnego kościoła św. Wawrzyńca na terenie parafii znajdują się:
- Kościół Bożego Ciała – poewangelicki, zbudowany w latach 1825–1826, od 1982 katolicki
- Kościół św. Barbary – cmentarny, wzmiankowany 1505, obecny z lat 1683–1690
- kaplica w szpitalu
- kaplica w Domu Opieki
- kaplica w domu Wspólnoty Błogosławieństw (dawny klasztor sióstr Elżbietanek)
- kaplica w klasztorze Sióstr Służebniczek NMP Niepokalanie Poczętej

## Proboszczowie
- 1891–1925 – ks. Maksymilian Ganczarski
- 1926–1945 – ks. Karl Lange
- 1946–1970 – ks. Faustyn Zbaniuszek
- 1970–1977 – ks. Stefan Baldy,
- 1977–1995 – ks. Jerzy Stellmann
- 1995–2013 – ks. Wolfgang Jośko
- 2013 – nadal – ks. Rudolf Nieszwiec

## Msze święte
Dni powszednie: 6.30, 7.00, 18.00

Sobota 15.00 (w Domu Opieki)
Niedziele: 6.45 (niemiecka), 7.00 (w szpitalu), 7.45, 9.00, 9.00 (w Księżym Lesie), 10.15, 11.30, 15.00 (chrzcielna w każdą pierwszą niedzielę miesiąca), 18.00